# Commission Kerner
Pour les articles homonymes, voir Kerner.

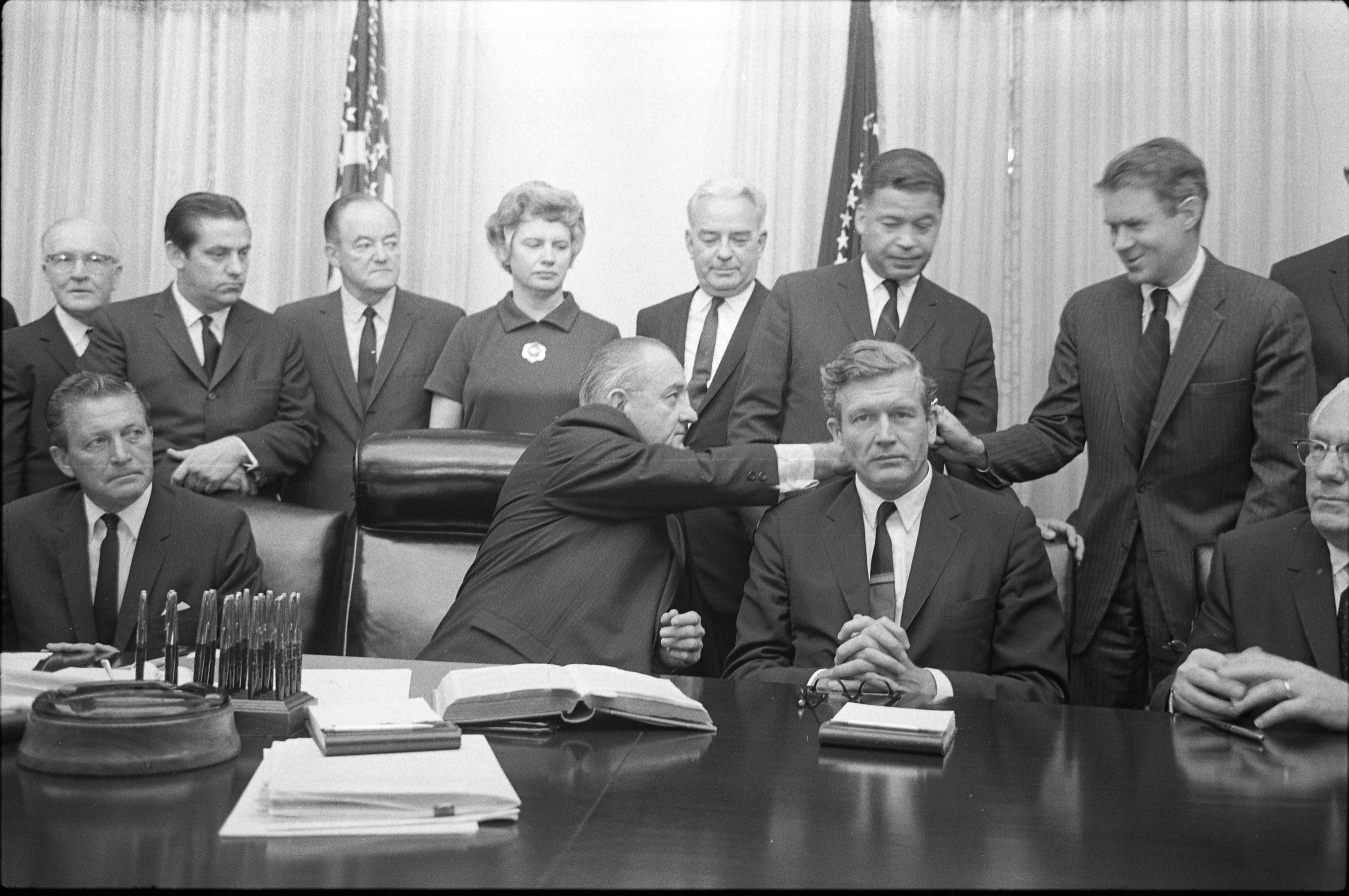
Le Président américain Lyndon Baines Johnson avec des membres de la Commission Kerner à la Maison Blanche, Washington, D.C, 29 juillet 1967.

La commission Kerner (Kerner Commission en anglais), nom usuel donné à la National Advisory Commission on Civil Disorders (« Commission consultative nationale sur les désordres civiques ») est une commission créée en juillet 1967 à l'instigation du président des États-Unis Lyndon B. Johnson, dans le but d'enquêter sur les origines des émeutes raciales de 1967 à Detroit (Michigan). Présidée par le gouverneur de l'Illinois Otto Kerner, Jr., elle était composée de onze membres.
Dans la lettre d'intention accompagnant l'ordre de création de cette commission, le président Johnson déclarait : 

« Je pense que nous avons besoin des réponses à ces trois questions fondamentales concernant ces émeutes : Qu'est-il arrivé ? Pourquoi cela est-il arrivé ? Que faire pour éviter que cela arrive de nouveau ? »

Le rapport de la commission, habituellement nommé « rapport Kerner », fut rendu le 29 février 1968. Ses conclusions furent que les émeutes résultaient de la frustration ressentie par la population noire devant le manque d'opportunités économiques qui lui étaient offertes. La citation la plus célèbre de ce rapport est : « Notre nation se dirige vers une société à deux faces, l'une blanche, l'autre noire – séparées et inégales ». Il postulait dans ses conclusions qu'une des principales causes de la violence urbaine était le racisme de la population blanche. Il appelait à créer de nouveaux emplois, à construire de nouveaux logements et à faire cesser la ségrégation raciale de fait, afin de mettre fin aux effets destructeurs de la ghettoïsation des Noirs.
La Commission rédigea, entre autres propos, ces remarques :

« À moins de changements majeurs dans les facteurs influençant les schémas d'installation de la population noire dans les zones urbaines, il est hors de doute que la tendance à la formation de zones à majorité noire continuera. »

« Offrir des emplois pour la population en forte croissance dans les ghettos noirs nécessitera […] d'ouvrir les zones de banlieues résidentielles aux Noirs et de les inciter à s'installer plus près des centres industriels. »

« Les centres-villes seront majoritairement noirs vers 1985 et les banlieues les entourant comprendront principalement des Blancs, à moins d'un changement majeur dans le taux de fécondité des Noirs, dans les schémas d'installation des nouveaux arrivants ou dans les politiques publiques. »

« […] nous croyons que le programme devrait mettre l'accent non plus sur les projets traditionnels d'immeubles à grande hauteur placés dans des bidonvilles, projets construits par le secteur public, mais sur des unités plus petites situées sur des sites éparpillés. »